# Żleb pod Wysranki

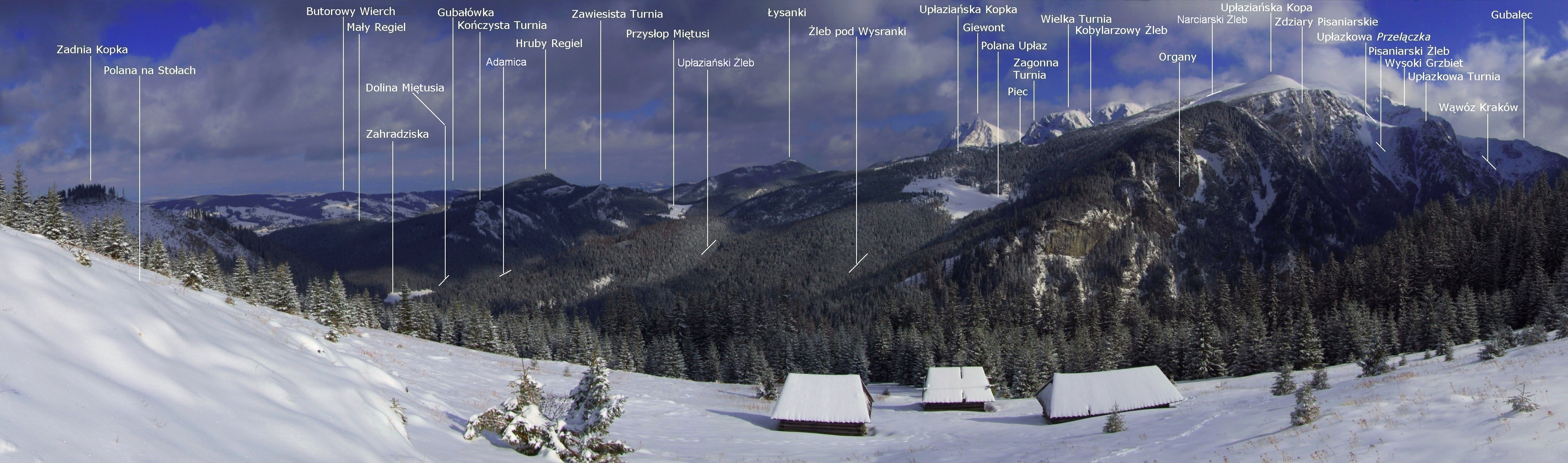
Widok z Polany na Stołach

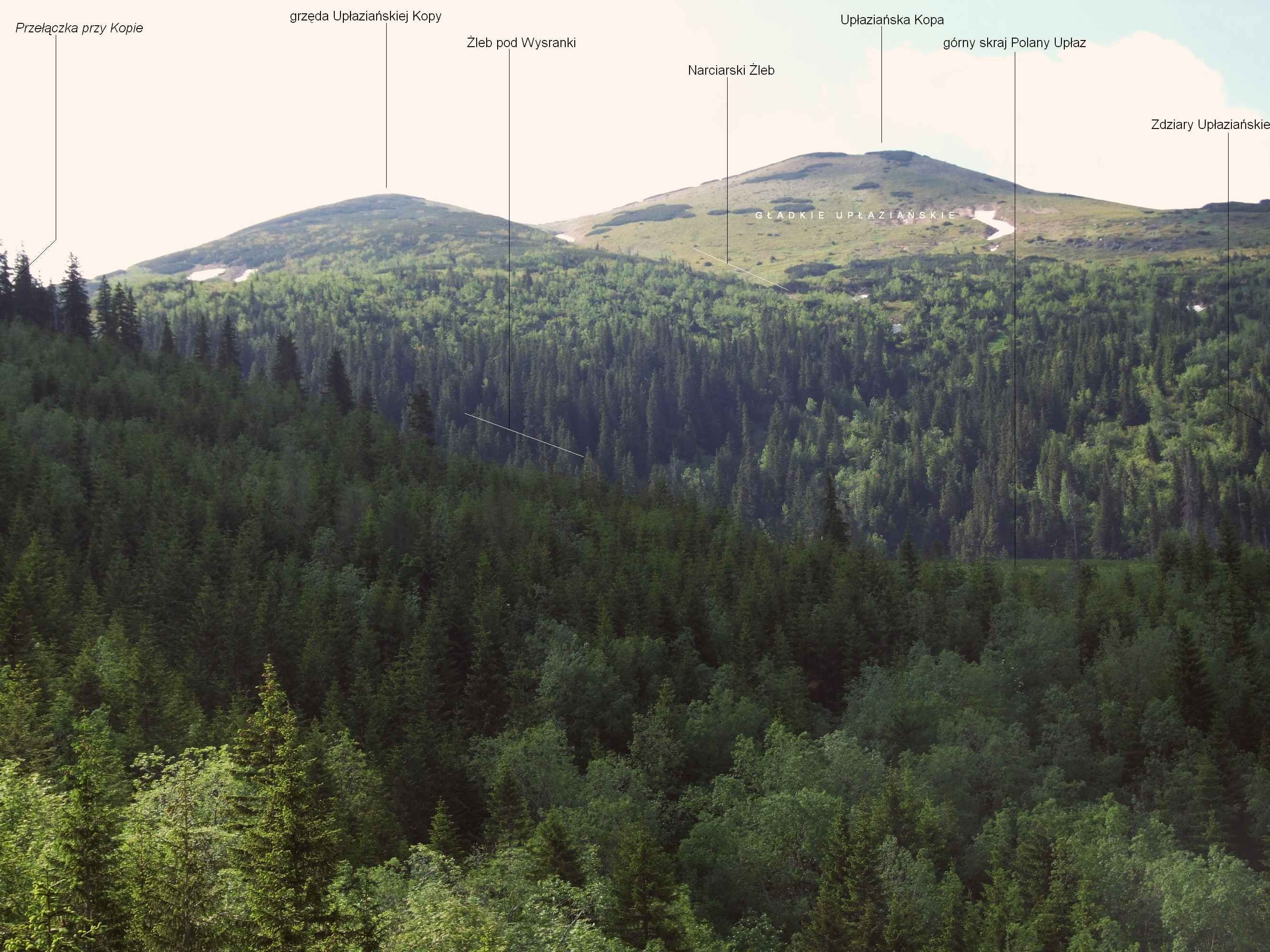
Widok z Upłaziańskiego Wierszyka

Żleb pod Wysranki – duży żleb i dolinka po wschodniej stronie Doliny Kościeliskiej w Tatrach Zachodnich. Ma wylot tuż ponad polaną Stare Kościeliska, poniżej mostka i Lodowego Źródła.

## Nazewnictwo
Żleb pod Wysranki to nazwa ludowego pochodzenia i pochodzi od Wysranek – południowo-wschodniego i zalesionego grzbietu wznoszącego się nad tym żlebem. Nazwa wywoływała zgorszenie niektórych nadwrażliwych, stąd też kilkakrotnie usiłowano ją zmienić. Walery Eljasz-Radzikowski proponował nazwę Żleb pod Wyzranki (od słowa wyzierać), a inni w latach 40. usiłowali wprowadzić nazwę Dolinka Zbójnicka. Obydwie nazwy nie przyjęły się i ostała się pierwotna, ludowa nazwa. W XVIII w. i pierwszej połowie XIX w. na Starych Kościeliskach działały huty metali i były tutaj domki robotników. Pochodzenie nazwy jest więc oczywiste – u wylotu żlebu znajdowały się domki robotników, a w tamtych czasach nie budowano WC wewnątrz domów, również sławojki pojawiły się dużo później.

## Opis
Władysław Cywiński tak opisuje Żleb pod Wysranki: „Czy to żleb, czy dolinka? Nie ma i być nie może matematycznie ścisłego rozgraniczenia obu tych pojęć. Charakter opisywanego tu tworu jest różnoraki. W dole wąski kanion skalny z gładkimi, pionowymi progami. Wyżej płytki, lesisty, mało stromy parów. Potem V-kształtna dolinka, kolejne skaliste, wyposażone w progi przewężenie i wreszcie pod Upłazem, mało stromy, płytko wcięty, trawiasty kociołek”. Górą dolinka biegnie pomiędzy polaną Upłaz i Zdziarami Upłaziańskimi, dochodząc do Siodła za Piecem. W zalesione zbocze Zdziarów wcina się Skalnisty Żlebek stanowiący dalsze przedłużenie w górę Żlebu pod Wysranki.
Dnem dolnej części Żlebu pod Wysranki spływa niewielki potok. Przekracza go znakowany szlak turystyczny do Jaskini Mroźnej, wejście do której znajduje się w Wysrankach. Dolną częścią żlebu prowadzi też nieznakowana ścieżka do Zbójnickich Okien. W górnej części znajduje się jeden z otworów Jaskini Czarnej oraz Jaskinia przy Sikawce i Jaskinia Zakopiańska, w dolnej części – Jaskinia w Małym Krakowie.

## Szlaki turystyczne
– jednokierunkowy szlak ze Starych Kościelisk do Jaskini Mroźnej. Po przejściu jaskini zejście inną ścieżką do Doliny Kościeliskiej naprzeciwko Sowy. Czas dojścia do jaskini: 30 min.